# Associazione Calcio Femminile Dilettantistica Venezia 1984 2011-2012
Questa voce raccoglie le informazioni riguardanti l'Associazione Calcio Femminile Dilettantistica Venezia 1984 nelle competizioni ufficiali della stagione 2011-2012.

## Stagione
Nel campionato di Serie A 2011-2012 il club veneto terminò al 12º posto, costringendo la squadra ad affrontare la Lazio CF (11º posto) ai play-out per rimanere nella massima serie, incontro che giocato il 26 maggio 2012 terminò 1-0 per le venete.
In Coppa Italia fu eliminata al primo turno dal Gordige perdendo fuori casa 1-2.
La squadra inizialmente affidata alla guida tecnica di Walter Bedin, rimase sulla panchina della società fino al 31 dicembre 2011, venendo rilevato da Andrea Baldin dall'inizio dell'anno successivo.

## Rosa
| N. |                   | Ruolo | Calciatrice         |
| -- | ----------------- | ----- | ------------------- |
|    | Italia (bandiera) | P     | Gloria Cazzaro      |
|    | Italia (bandiera) | P     | Tatiana Manente     |
|    | Italia (bandiera) | P     | Ina Rusu            |
|    | Italia (bandiera) | D     | Lisa Boattin        |
|    | Italia (bandiera) | D     | Benedetta Bortolato |
|    | Italia (bandiera) | D     | Elisa Fusaro        |
|    | Italia (bandiera) | D     | Lara Laterza        |
|    | Italia (bandiera) | D     | Marta Peretto       |
|    | Italia (bandiera) | D     | Giulia Piantari     |
|    | Italia (bandiera) | D     | Claudia Squizzato   |
|    | Italia (bandiera) | C     | Irene Tombola       |
|    | Italia (bandiera) | C     | Vanessa Stefanello  |
|    | Italia (bandiera) | C     | Giulia Lotto        |

| N. |                   | Ruolo | Calciatrice           |
| -- | ----------------- | ----- | --------------------- |
|    | Italia (bandiera) | C     | Caterina Cedolini     |
|    | Italia (bandiera) | C     | Elena Barzan          |
|    | Italia (bandiera) | C     | Lisa Galvan           |
|    | Italia (bandiera) | C     | Lodovica Bortot       |
|    | Italia (bandiera) | A     | Arianna Brotto        |
|    | Italia (bandiera) | A     | Sara Capovilla        |
|    | Italia (bandiera) | A     | Federica Chinello     |
|    | Italia (bandiera) | A     | Carlotta Mora         |
|    | Italia (bandiera) | A     | Cristina Pasqualato   |
|    | Italia (bandiera) | A     | Giada Pignatto        |
|    | Italia (bandiera) | A     | Lisa Santacatterina   |
|    | Italia (bandiera) | A     | Samantha Zandomenichi |

## Calciomercato

### Sessione estiva
|  |

| Cessioni | Cessioni      | Cessioni | Cessioni      |
| R.       | Nome          | a        | Modalità      |
| -------- | ------------- | -------- | ------------- |
| D        | Daniela Turra |          | fine attività |

### Sessione invernale
|  |

| Cessioni | Cessioni           | Cessioni      | Cessioni   |
| R.       | Nome               | a             | Modalità   |
| -------- | ------------------ | ------------- | ---------- |
| C        | Vanessa Stefanello | Ženský-Padova | definitivo |

## Risultati

### Serie A

#### Girone di andata
| Arbitro: | Francesco Cenami (Rieti) |

|              |           |                       |
| Proietti 57’ | Marcatori | 19’ Lotto 87’ Peretto |

| Arbitro: | Alberto Sartori (Conselve) |

|                    |           |           |
| Santacatterina 12’ | Marcatori | 69’ Ricco |

| Arbitro: | Mauro Usala (Tortolì) |

|             |           |  |
| Manieri 20’ | Marcatori |  |

| Arbitro: | Francesca Campagnolo (Bassano del Grappa) |

|              |           |            |
| Chinello 91’ | Marcatori | 1’ Coppola |

| Arbitro: | Driss Abur Elkhayr (Conegliano) |

|                                                     |           |                             |
| Zuliani 35’, 70’ Riboldi 48’ Parisi 72’ Bonetti 78’ | Marcatori | 53’ Capovilla 90’ Squizzato |

| Arbitro: | Simone Sabbatini (Forlì) |

|           |           |                                                                          |
| Lotto 29’ | Marcatori | 5’ (rig.) Nasuti 7’ Sampietro 16’, 70’ Fumagalli 75’ Franzosi 87’ Tonani |

| Arbitro: | Alex Cavallina (Parma) |

|                          |           |                  |
| Tudisco 14’ Bonansea 61’ | Marcatori | 79’ Zandomenichi |

| Arbitro: | Daniel Pedretti (Brescia) |

|  |           |              |
|  | Marcatori | 81’ Dulbecco |

| Arbitro: | Mattia Dal Pan (Belluno) |

|  |           |                                    |
|  | Marcatori | 41’ Couto 65’ Pezzotti 88’ De Luca |

| Arbitro: | Tommaso Sattin (Rovigo) |

|           |           |               |
| Rocha 80’ | Marcatori | 66’ Capovilla |

| Arbitro: | Kether Del Toso (Maniago) |

|                    |           |                                                   |
| Santacatterina 19’ | Marcatori | 5’ (rig.) Boni 27’ Zizioli 42’, 58’, 86’ Sabatino |

| Arbitro: | Gabriele Agostini (Bologna) |

|  |           |                      |
|  | Marcatori | 25’ (rig.) Capovilla |

| Arbitro: | Fabio Cappelletto (Treviso) |

|                                    |           |                                 |
| Lotto 40’ Brotto 43’ Capovilla 54’ | Marcatori | 12’, 18’ Zanetti 49’ Milenkovič |

#### Girone di ritorno
| Arbitro: | Vittorio Di Gioia (Nola) |

|                |           |            |
| Pasqualato 43’ | Marcatori | 14’ Bischi |

| Arbitro: | Luca Torsello (Nichelino) |

|              |           |                         |
| Franchin 69’ | Marcatori | 50’ Tombola 84’ Laterza |

| Arbitro: | Federico Allegro (Padova) |

|  |           |                                  |
|  | Marcatori | 8’ Panico 48’ Iannella 77’ Motta |

| Arbitro: | Anna Di Nardo (Lodi) |

|                                       |           |              |
| Carminati 35’ Bertoni 48’ Mazzola 73’ | Marcatori | 54’ Cedolini |

| Arbitro: | Andrea Bendandi (Ravenna) |

|              |           |                |
| Chinello 17’ | Marcatori | 50’ Tommasella |

| Arbitro: | Stefano Gosetto (Schio) |

|                         |           |                  |
| Piccinno 51’ Perini 60’ | Marcatori | 41’ Zandomenichi |

| Arbitro: | Riccardo Turchet (Pordenone) |

|                                       |           |                   |
| Capovilla 27’, 34’ Santacatterina 78’ | Marcatori | 31’, 93’ Bonansea |

| Arbitro: | Daniel Pedretti (Brescia) |

|              |           |  |
| Dulbecco 81’ | Marcatori |  |

| Arbitro: | Andrea Zingarelli (Siena) |

|                          |           |                  |
| Berarducci 45’ Couto 85’ | Marcatori | 93’ Zandomenichi |

| Arbitro: | Driss Abur Elkhayr (Conegliano) |

|  |           |             |
|  | Marcatori | 8’ Gelmetti |

| Arbitro: | Luca Innocenti (Lodi) |

|                     |           |             |
| Sabatino 90’ (rig.) | Marcatori | 61’ Peretto |

| Arbitro: | Gabriele Agostini (Bologna) |

|  |           |                                         |
|  | Marcatori | 90’ (rig.) Brutti 93’ Salvatori Rinaldi |

| Arbitro: | Mattia Dal Pan (Belluno) |

|                              |           |                                   |
| Simonato 5’ Vicchiarello 31’ | Marcatori | 25’ Pasqualato 77’ (rig.) Laterza |

#### Play-out
| Arbitro: | Vittorio Di Gioia (Nola) |

|  |           |             |
|  | Marcatori | 19’ Tombola |

### Coppa Italia

#### Primo turno
| Cavarzere 25 settembre 2011, ore 15:30 (CEST) | Gordige | 2 – 1 | Venezia 1984 | Stadio Peppino Di Rorai |

## Statistiche

### Statistiche di squadra
| Competizione | Punti | In casa | In casa | In casa | In casa | In casa | In casa | In trasferta | In trasferta | In trasferta | In trasferta | In trasferta | In trasferta | Totale | Totale | Totale | Totale | Totale | Totale | DR  |
| Competizione | Punti | G       | V       | N       | P       | Gf      | Gs      | G            | V            | N            | P            | Gf           | Gs           | G      | V      | N      | P      | Gf     | Gs     | DR  |
| ------------ | ----- | ------- | ------- | ------- | ------- | ------- | ------- | ------------ | ------------ | ------------ | ------------ | ------------ | ------------ | ------ | ------ | ------ | ------ | ------ | ------ | --- |
| Serie A      | 20    | 13      | 1       | 5       | 7       | 12      | 30      | 13           | 3            | 3            | 7            | 15           | 22           | 26     | 4      | 8      | 14     | 27     | 52     | -25 |
| Coppa Italia | -     | 0       | 0       | 0       | 0       | 0       | 0       | 1            | 0            | 0            | 1            | 1            | 2            | 1      | 0      | 0      | 1      | 1      | 2      | -1  |
| Totale       | -     | 13      | 1       | 5       | 7       | 12      | 30      | 14           | 3            | 3            | 8            | 16           | 24           | 27     | 4      | 8      | 15     | 28     | 54     | -26 |